# Titírids
Els titírids (Tityridae) són una família d'aus de l'ordre dels passeriformes que habiten en selves i boscos de la zona neotropical. Anteriorment, les 41 espècies d'aquesta família es repartien entre les dels tirànids, píprids i cotíngids. Són ocells petits i mitjans. La majoria tenen la cua relativament curta i el cap gran.

## Llista de gèneres
Segons la classificació del Congrés Ornitològic Internacional (versió 11.1, 2021), els titírids estan formats per 11 gèneres amb 45 espècies:
- Gènere Iodopleura, amb tres espècies.
- Gènere Laniisoma, amb dues espècies.
- Gènere Laniocera, amb dues espècies.
- Gènere Myiobius, amb 4 espècies.
- Gènere Onychorhynchus, amb 4 espècies.
- Gènere Oxyruncus, amb una espècie: bec-esmolat (Oxyruncus cristatus).
- Gènere Pachyramphus, amb 17 espècies.
- Gènere Schiffornis, amb 7 espècies.
- Gènere Terenotriccus, amb una espècie: mosquer cua-rogenc (Terenotriccus erythrurus).
- Gènere Tityra, amb tres espècies.
- Gènere Xenopsaris, amb una espècie: becard menut (Xenopsaris albinucha).